# Hired Guns: The Jagged Edge
Hired Guns: The Jagged Edge est un jeu vidéo de tactique au tour par tour développé et édité par GFI, sorti en 2007 sur Windows.
Le jeu s'inspire de la série Jagged Alliance. GFI devait à l'origine produire deux suites de la série,  Jagged Alliance 3D et Jagged Alliance 3 mais en a finalement perdu les droits.

## Accueil
- GamesRadar+ : 2,5/5[1]
- GameStar : 74 %[2]
- IGN : 5,9/10[3]